# Clement Meadmore

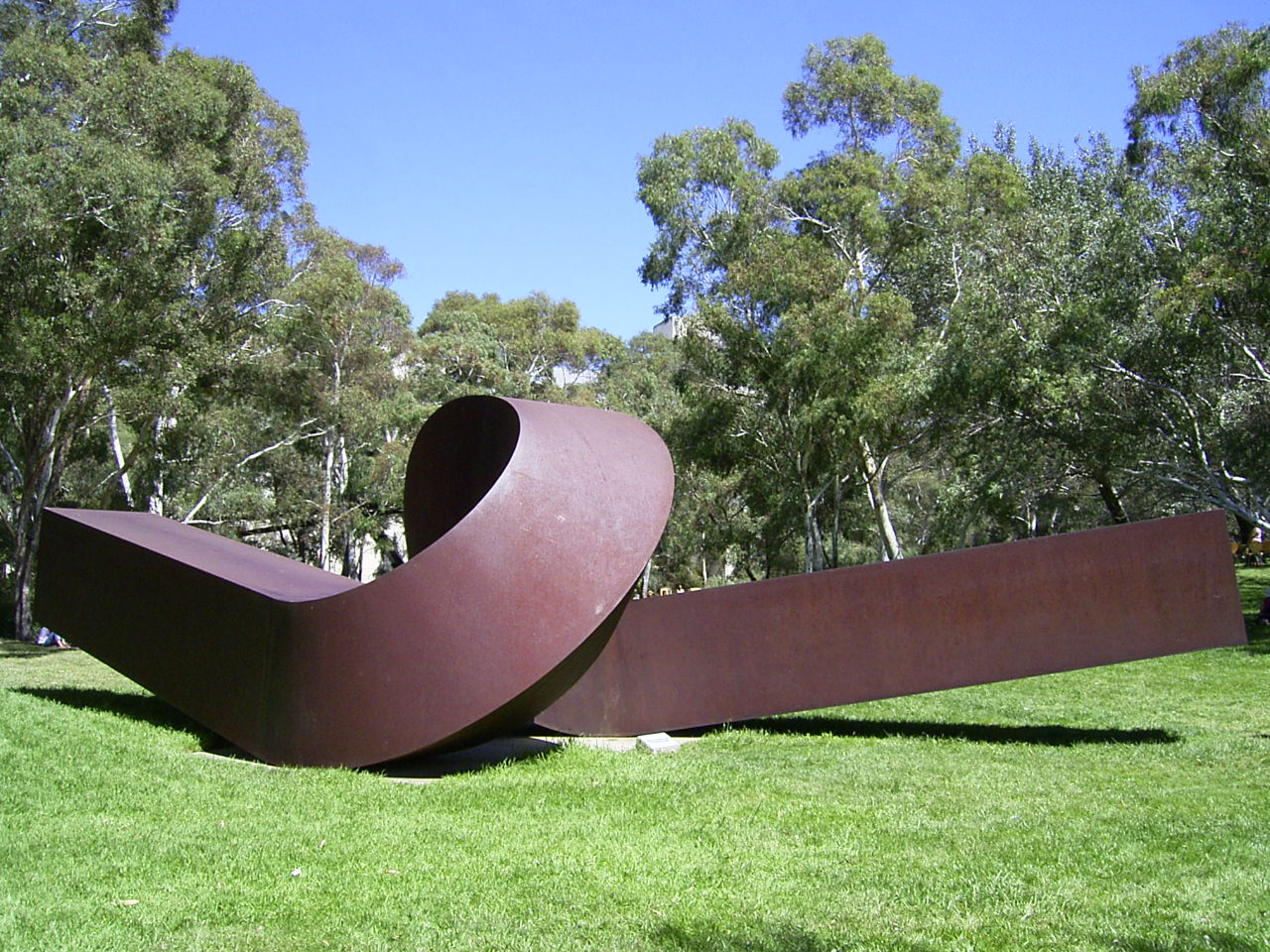
Virginia (1970) in Canberra

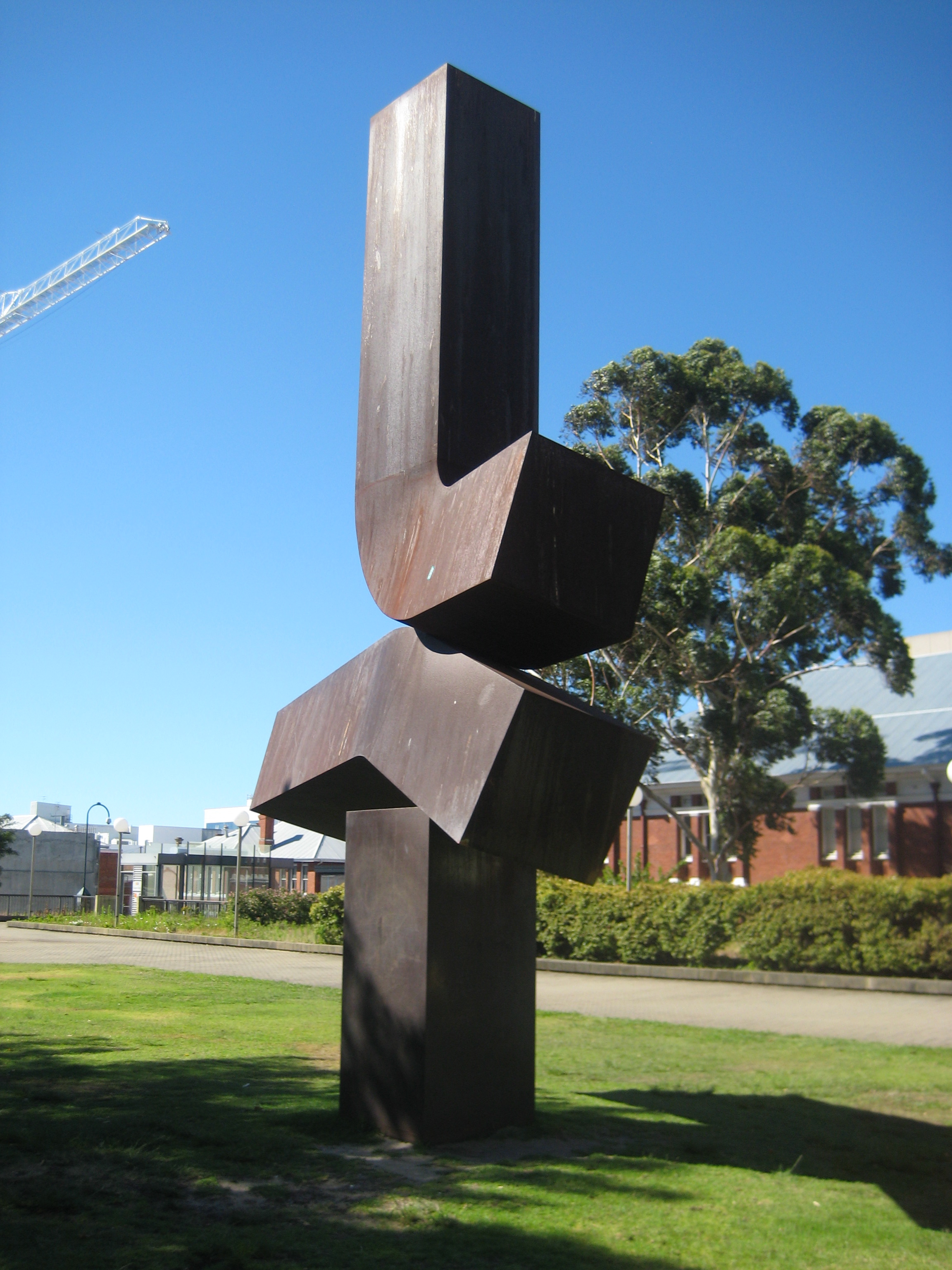
Between (1979/80) in Perth

Clement Meadmore (Melbourne, 9 februari 1929 - New York, 19 april 2005) was een Australisch-Amerikaanse beeldhouwer.

## Leven en werk
Clement Lyon Meadmore studeerde luchtvaarttechniek en aansluitend industriële vormgeving aan het Royal Melbourne Institute of Technology in Melbourne. Na het afsluiten van zijn studie in 1949 ontwierp hij enige jaren meubilair. Gedurende de vijftiger jaren creëerde hij zijn eerste metalen sculpturen. Tussen 1954 en 1962 had hij diverse solo-exposities in Melbourne en Sydney.
In 1963 verhuisde Meadmore naar New York. Hij nam later de Amerikaanse nationaliteit aan. Meadmore verwierf bekendheid door zijn monumentale sculpturen voor de openbare ruimte, meestal van cortenstaal of aluminium, waarbij hij diverse elementen van het abstract expressionisme en het minimalisme mengde. Meadmores liefde voor jazz blijkt uit de titel van vele werken, zoals "Riff" (1996), "Round Midnight" (1996), "Stormy Weather" (1997), "Night and Day" (1979) en "Perdido" (1978).
Eigen publicaties van Meadmore zijn:
- How to Make Furniture Without Tools (Pantheon, 1975) (ISBN 0-394-73063-1)
- The Modern Chair: Classic Designs by Thonet, Breuer, Le Corbusier, Eames and Others (Dover Publications; 1997) (ISBN 0-486-29807-8).

Meadmore woonde en werkte in Manhattan en stierf in 2005 aan de gevolgen van de Ziekte van Parkinson. Zijn werk bevindt zich op vele plaatsen in de Verenigde Staten en Australië.

## Werken (buiten de Verenigde Staten)

### Australië
- Silence (1960), Art Gallery of New South Wales, New South Wales
- Thunder (1960), Art Gallery of New South Wales
- Awakening (1968), AMP Society, Melbourne
- Virginia (1970), Beeldenpark van de National Gallery of Australia, Canberra
- Double Up (1970), Art Gallery of New South Wales
- Flippant Flurry (1977), Art Gallery of New South Wales
- Between (1979), Perth Art Gallery, Perth
- Dervish (1981), Victorian Arts Centre, Melbourne
- Offshoot (1984), Cultural Centre Southbank, Brisbane

### Japan
- Crescendo, 1989, Tokyo Metropolitan Art Space, Tokio

### Mexico
- Zonder titel,[1] Ruta de la Amistad in Mexico-Stad t.g.v. de Olympische Zomerspelen 1968

## Fotogalerij

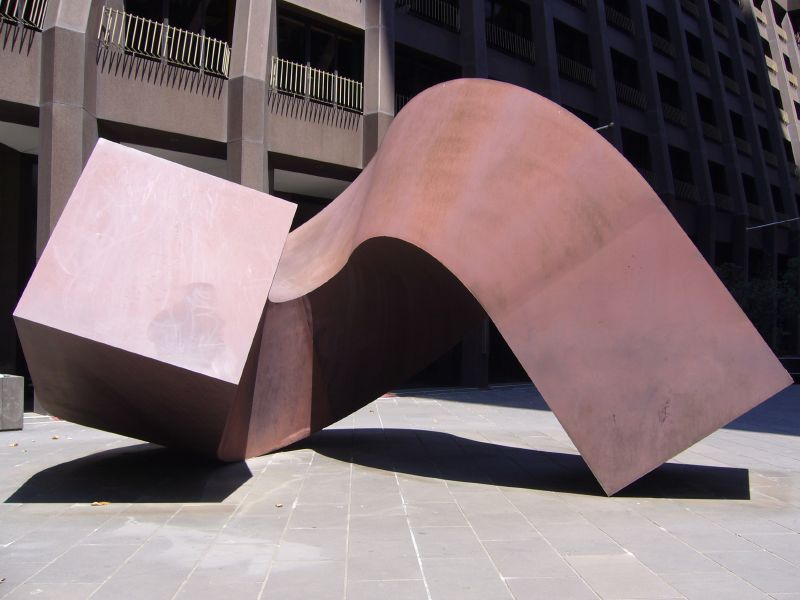
Awakening (1968) in Melbourne
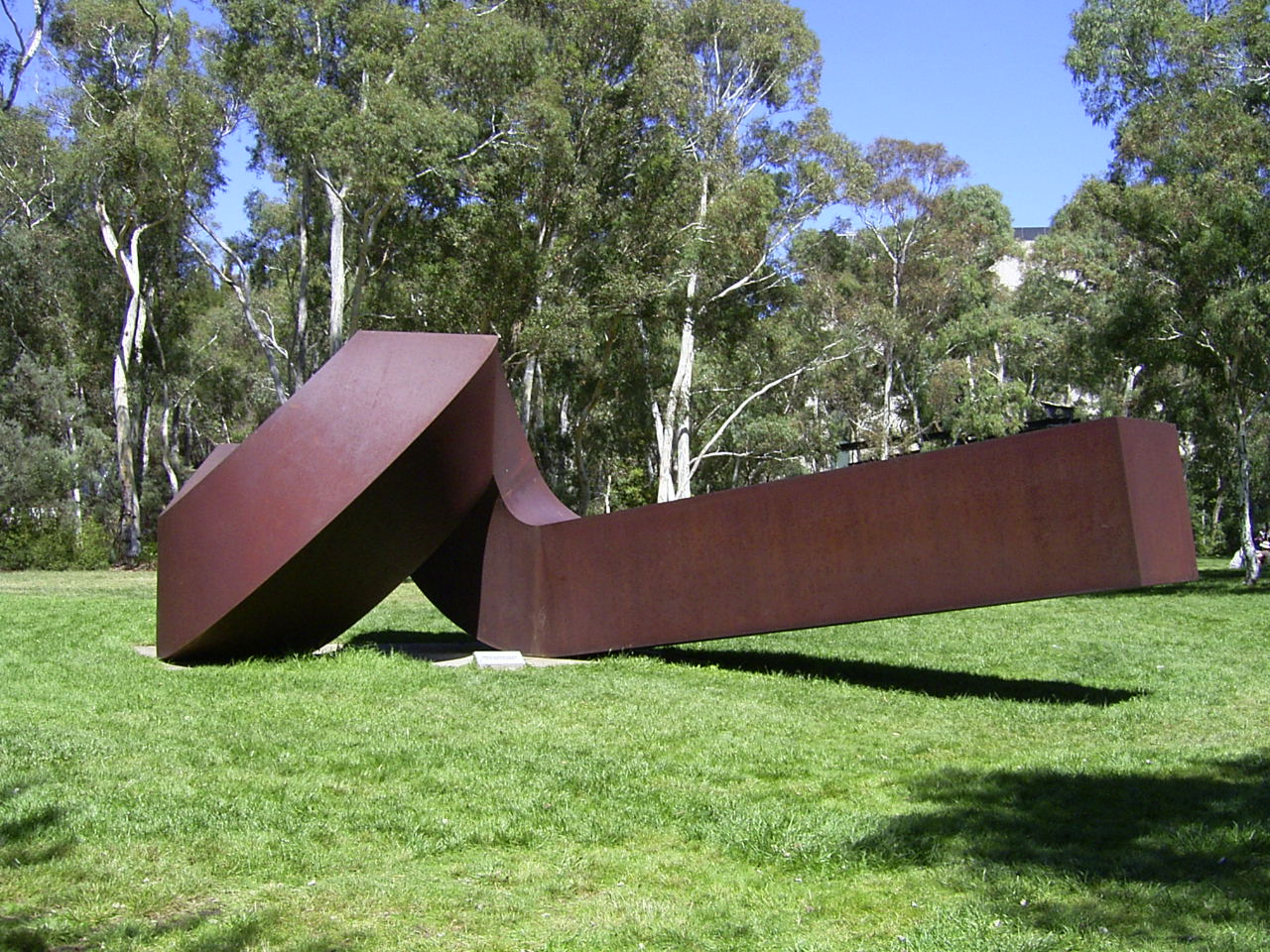
Virginia (1970) in Canberra
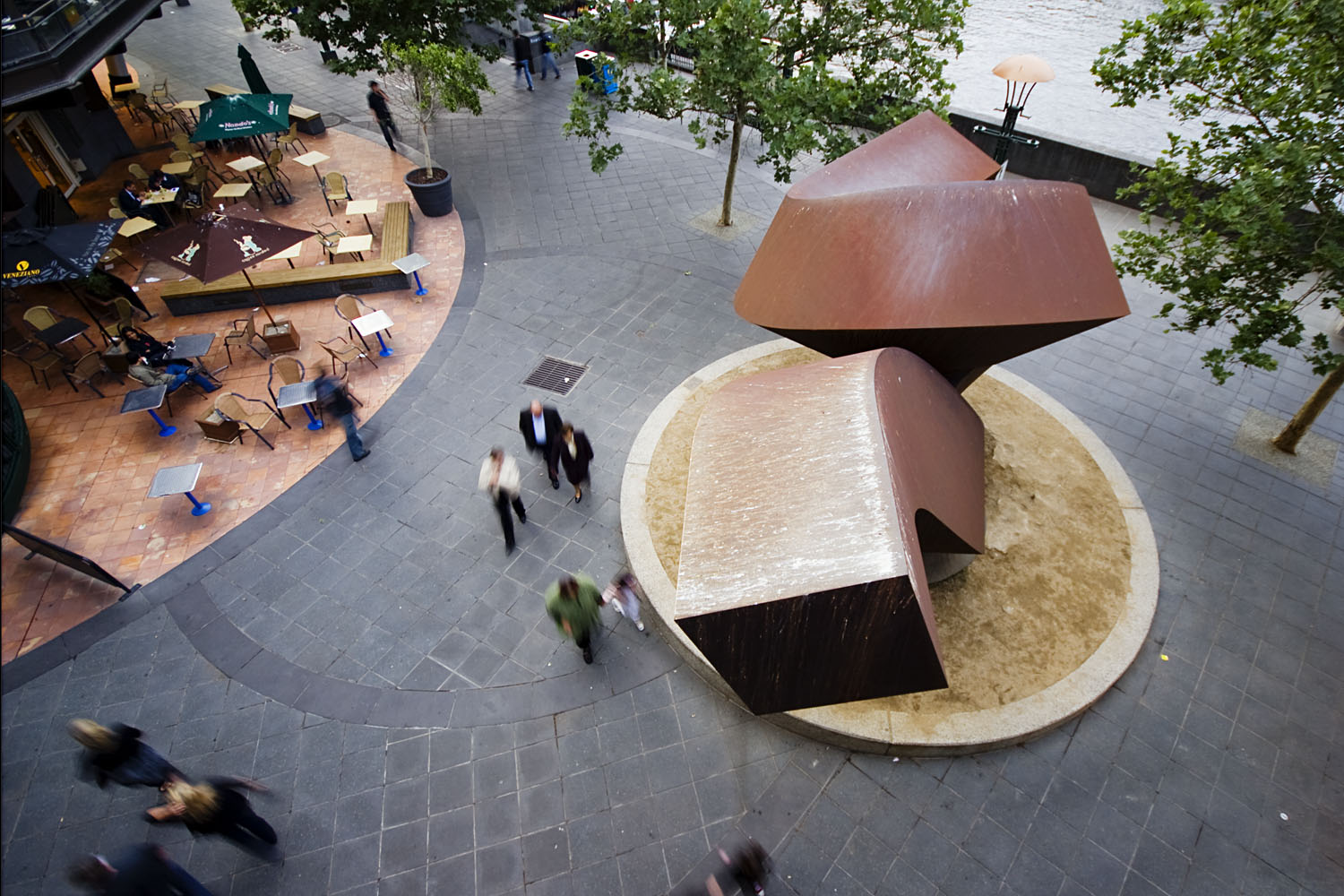
Dervish (1981) in Melbourne
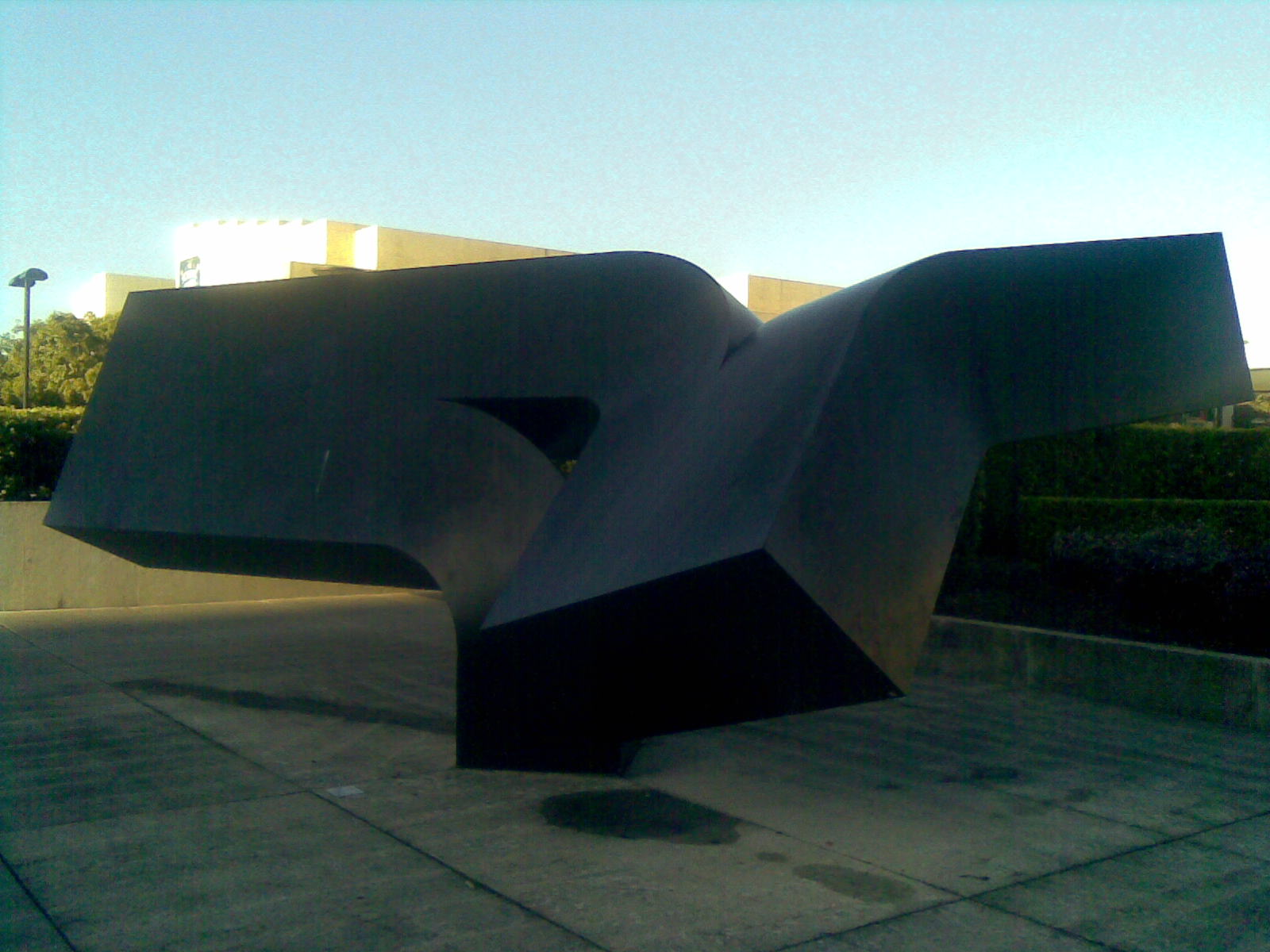
Offshoot (1984) in Brisbane